# کییوف (ناحیه هودونین)
کییوف (به چکی: Kyjov) یک منطقهٔ مسکونی در جمهوری چک است که در ناحیه هودونین واقع شده‌است. کییوف  ۱۱٬۵۰۵ نفر جمعیت دارد.

## خواهرخوانده
شهرهای هولابرون، Yvetot و لوتسک خواهرخوانده‌های کییوف (ناحیه هودونین) هستند.